# 莱米茹勒
莱米茹勒（法語：Les Mujouls，法語發音：[le myʒul]）是法国滨海阿尔卑斯省的一个市镇，属于格拉斯区。

## 地理
莱米茹勒（43°53'1"N, 6°51'37"E）面积14.55 平方千米，位于法国普罗旺斯-阿尔卑斯-蓝色海岸大区滨海阿尔卑斯省，该省份为法国东南部沿海省份，南濒地中海，西南至瓦尔省，西北接上普罗旺斯阿尔卑斯省，北部和东部与意大利接壤。
与莱米茹勒接壤的市镇（或旧市镇、城区）包括：艾格兰、阿米拉、科隆格、加尔、勒马、萨拉格里丰。

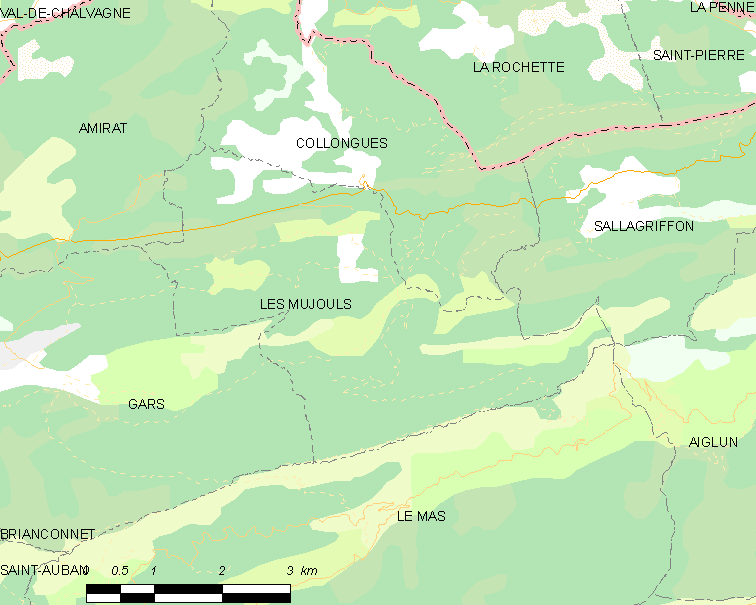
莱米茹勒的OSM定位图

莱米茹勒的时区为UTC+01:00、UTC+02:00（夏令时）。

## 行政
莱米茹勒的邮政编码为06910，INSEE市镇编码为06087。

## 政治
莱米茹勒所属的省级选区为格拉斯第一县。

## 人口

1962-2008年间莱米茹勒人口变化图示

莱米茹勒于2022年1月1日时的人口数量为38人。